# Делавер (река)
Делавер (енгл. Delaware River) је река која протиче кроз САД. Дуга је 484 km. Протиче кроз америчке савезне државе Њујорк, Њу Џерзи, Пенсилванија и Делавер. Улива се у залив Делавер.